# Élections législatives de 1984 aux îles Féroé
Les élections générales féroïennes se sont tenues le 8 novembre 1984. Ces élections ont été marquées par la victoire du Parti social-démocrate qui obtient 8 des 32 sièges composant le Løgting.

## Résultats
| Parti | Parti                           | Voix   | %    | Sièges | +/-        |
| ----- | ------------------------------- | ------ | ---- | ------ | ---------- |
|       | Parti social-démocrate (C)      | 5 879  | 23,4 | 8      | 1          |
|       | Parti du peuple (A)             | 5 446  | 21,6 | 7      | 1          |
|       | Parti de l'union (B)            | 5 530  | 21,2 | 7      | 1          |
|       | Parti républicain (E)           | 4 921  | 19,5 | 6      | stagnation |
|       | Parti de l'autogouvernement (D) | 2 135  | 8,5  | 2      | 1          |
|       | Parti populaire chrétien (F)    | 1 466  | 5,8  | 2      | stagnation |
| Total | Total                           | 25 177 | 100  | 32     | stagnation |